# ماهیچه نیم‌وتری
ماهیچهٔ نیم‌وَتَری (انگلیسی: Semitendinosus muscle) یا سِفیدران یک ماهیچهٔ درازِ سطحی در پشتِ رانِ پا است. کارکرد آن اکستنشن و هایپر اکستنشن مفصل ران و کمک به عمل چرخش داخلی ران و آداکشن ران است.
سر ثابت:برجستگی ورکی استخوان ورک
سر متحرک: بخش قدامی و داخلی استخوان درشت نی، در کنار تاندون عضله راست داخلی
عصب‌گیری: بخش درشت نی عصب سیاتیک
تاندون این عضله در بالا از توبروزیته ایسکیوم در ناحیه لگن منشأ می‌گیرد. عضله در سطح پشتی و داخلی ران به پایین آمده و در پایین به توسط تاندون بلندی همراه با تاندون‌های عضلات گراسیلیس و سارتوریوس به سطح داخلی و قدامی کندیل داخلی استخوان تیبیا می‌چسبد. محل اتصال تاندون‌های این سه عضله را به جهت اینکه مانند پنجه غاز سه شاخه است پنجه غازی یا پس آنسرینوس Pes anserinus می‌نامند. انقباض این عضله موجب فلکشن یا خم شدن مفصل زانو و اکستنشن یا بازشدن مفصل ران می‌شود. عصب این عضله از سیاتیک است.

## نگارخانه

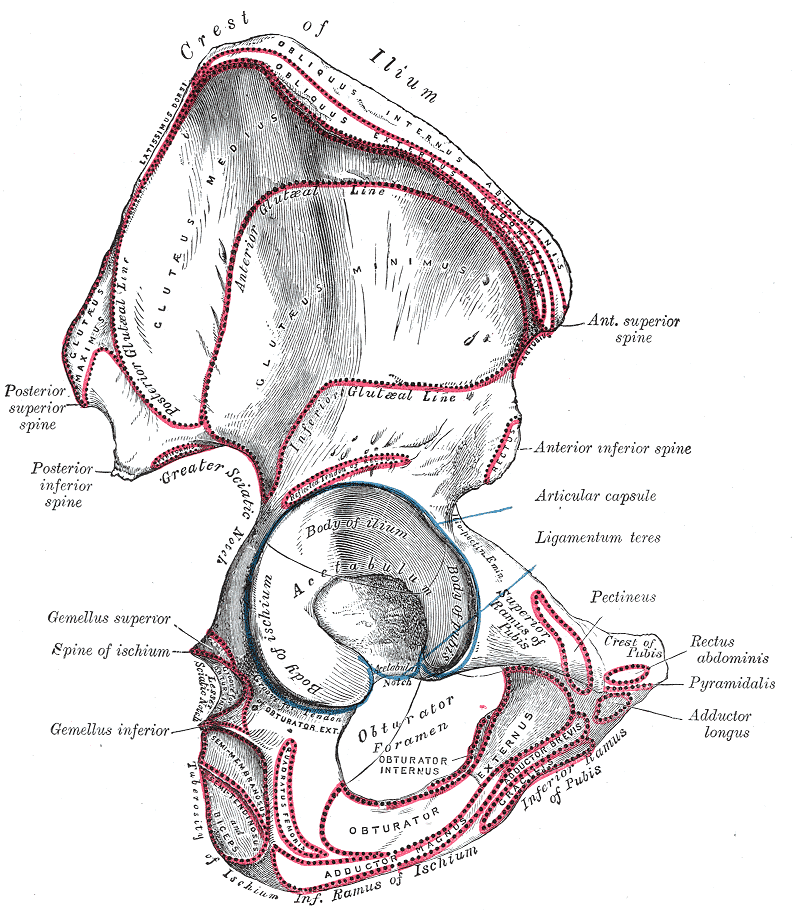
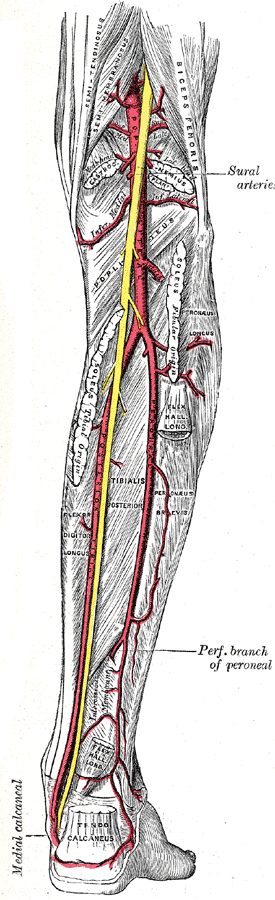
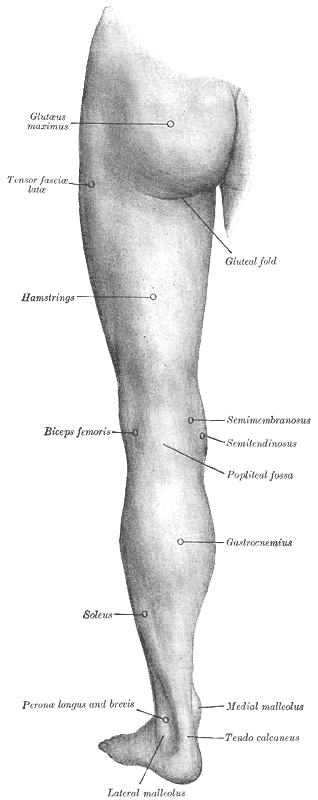
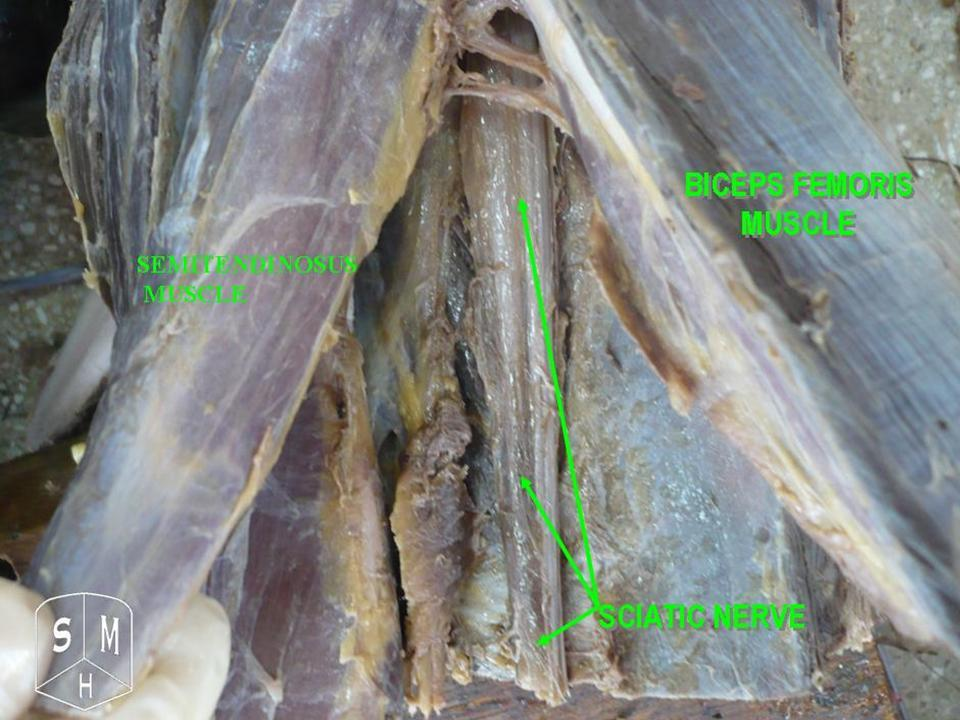
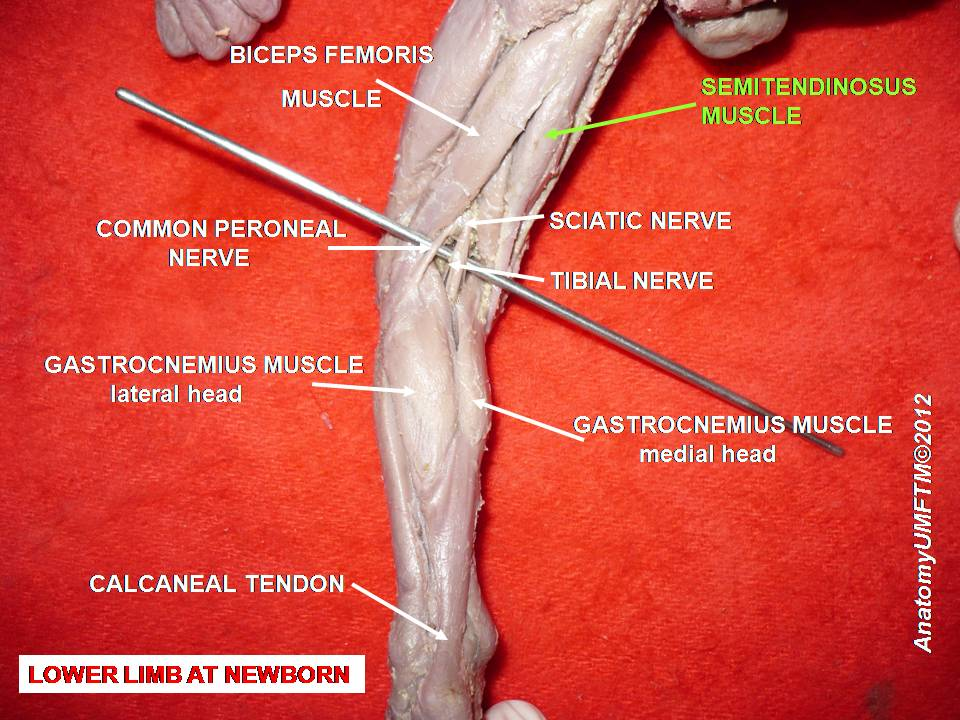
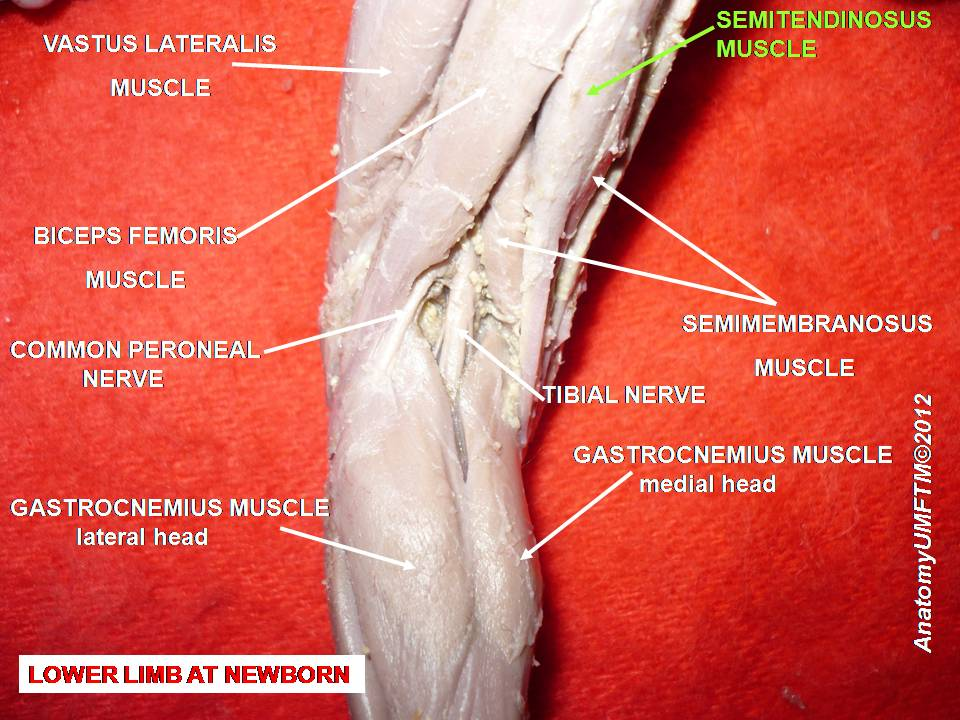
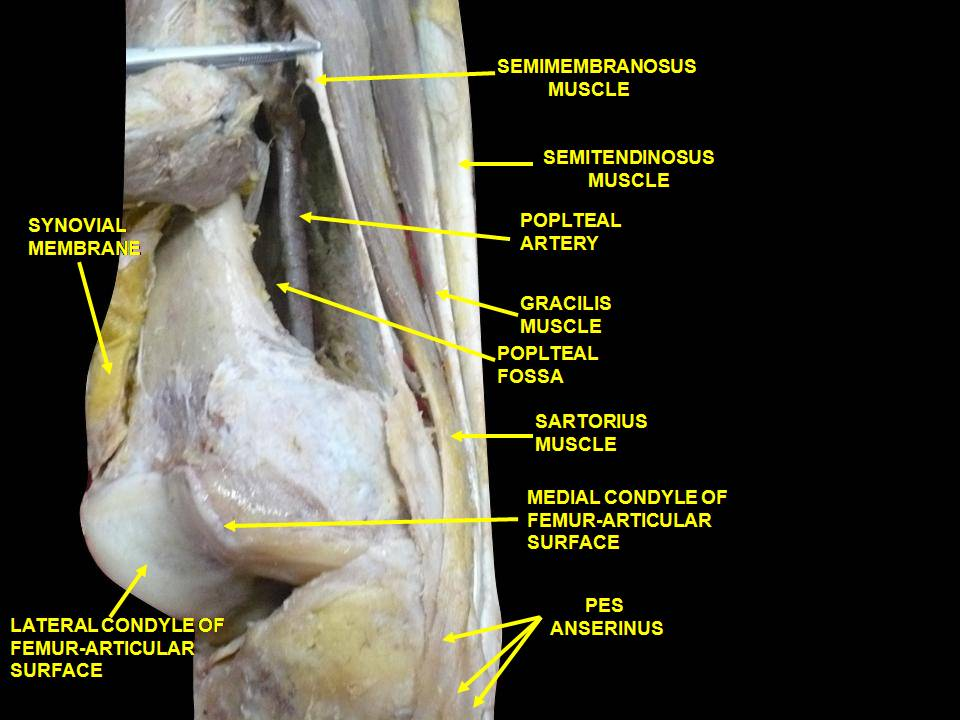
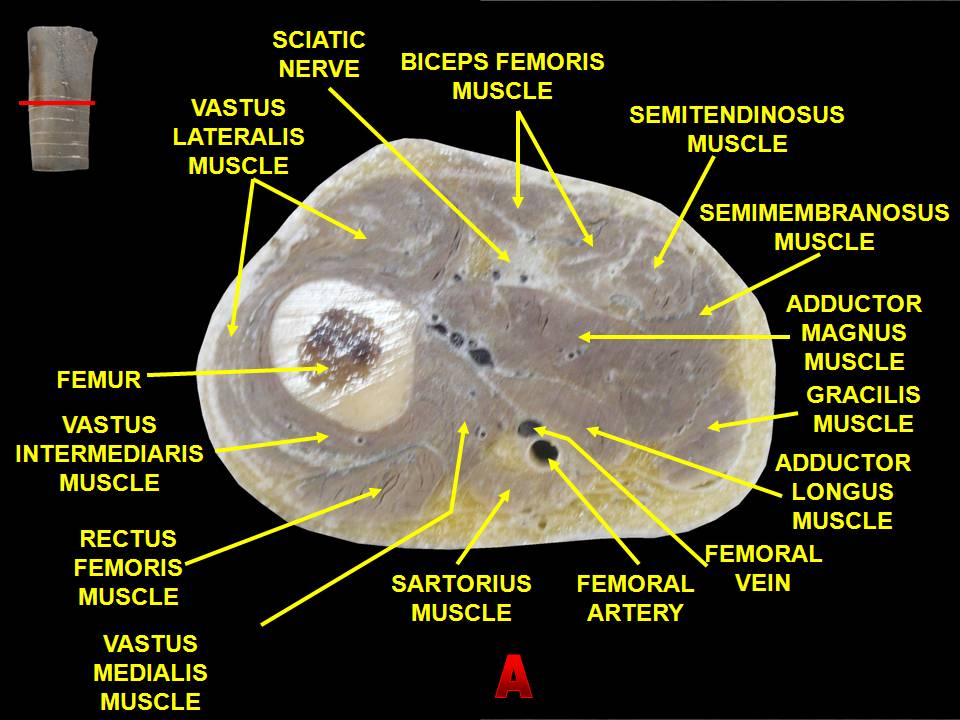
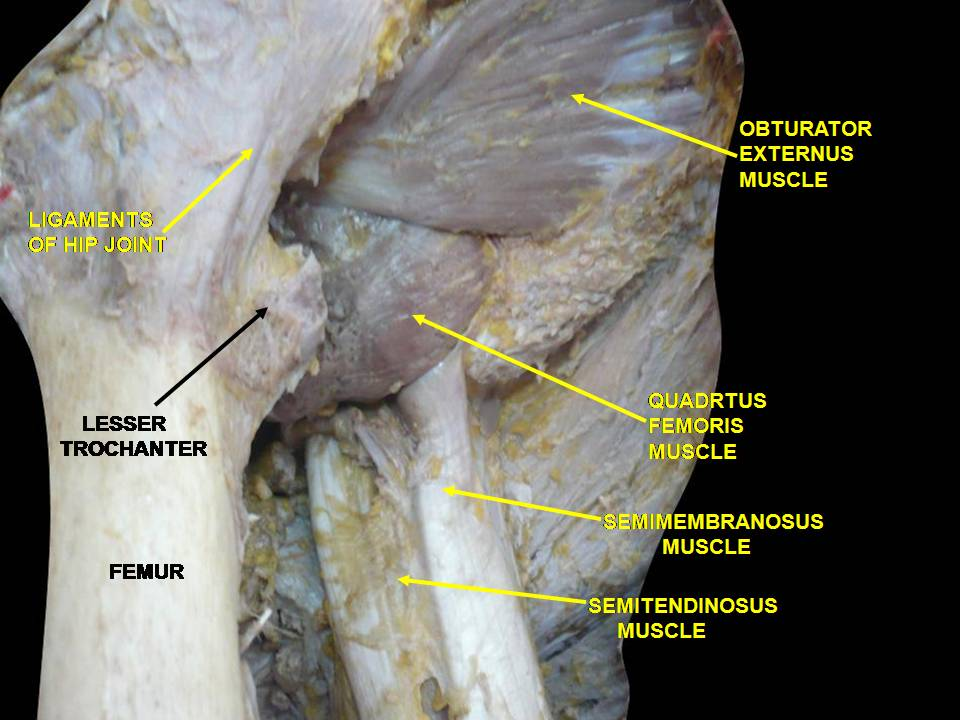